# Lázaro Cárdenas, Texistepec
Lázaro Cárdenas är en ort i Mexiko.   Den ligger i kommunen Texistepec och delstaten Veracruz, i den sydöstra delen av landet, 500 km öster om huvudstaden Mexico City. Lázaro Cárdenas ligger 13 meter över havet och antalet invånare är 197.
Terrängen runt Lázaro Cárdenas är platt. Runt Lázaro Cárdenas är det ganska glesbefolkat, med 29 invånare per kvadratkilometer. Närmaste större samhälle är Hidalgotitlán, 13,2 km nordost om Lázaro Cárdenas. Trakten runt Lázaro Cárdenas består till största delen av jordbruksmark.